# Herrania laciniifolia
Espèce
Synonymes
- Theobroma laciniifolium (Goudot) De Wild.[1]

Statut de conservation UICN

 LC  : Préoccupation mineure
Herrania laciniifolia est une espèce de plantes de la famille des Malvaceae.

## Publication originale
- Annales des Sciences Naturelles; Botanique, série 4 17: 337. 1862.